# Toki Tori
Toki Tori è un videogioco rompicapo con elementi a piattaforme sviluppato da Two Tribes e pubblicato da Capcom per il Game Boy Color nel 2001.